# Močljivo žveplo
Močljivo žveplo je fungicid - sredstvo za zatiranje rastlinskih bolezni formulirano v obliki močljivega praška. Je vnetljivo, draži oči , dihala in kožo. Vsebuje žveplo (elementarno S) ..... 80%.

## Uporaba
Močljivo žveplo uporabljamo kot kontaktni fungicid za zatiranje rastlinskih bolezni:
- na vinski trti proti oidiju vinske trte (Unicunula necator)
- na jablanah proti jablanovi pepelovki (Podosphaera leucotricha)
- na breskvah protibreskovi pepelovki (Sphaerotheca pannosa)
- v nasadih hmelja proti hmeljevi pepelovki (Sphaeratheca humuli)
- v vrtninah proti pepelovkam (Oidium spp.)

## Varovanje okolja
Pri tretiranju moramo preprečiti onesnaževanje vodotokov, vodnjakov, jezer in vodnih izvirov s tem, da tretiramo najmanj 20 m od njih. Sredstva ne uporabljamo v vročem in vetrovnem vremenu.

## Fitotoksičnost (občutljivost rastlin)
Škropimo pri temperaturi zraka med 16 in 28°C, ker je pri nižji temperaturi biološko delovanje oslabljeno, pri višjih temperaturah pa lahko deluje fitotoksično.

## Karenca
14 dni za jablane in breskve, 7 dni za hmelj, navadne kumare, navadni grah, 14 dni za ostale vrtnine, 28 dni za vinsko trto. Na okrasnih rastlinah je karenca zagotovljena z načinom uporabe.

## Nevarnost in varnostni ukrepi
Močljivo žveplo draži oči.dihala in kožo. 
Pri delu moramo nositi primerno zaščitno obleko, zaščitne rokavice in zaščito za oči oz. zaščitno masko. Med uporabo ne smemo jesti, piti in kaditi.
V primeru kontaminacije ali suma na zastrupitev prekinemo z delom in ukrepamo po navodilu prve pomoči. Po delu se moramo temeljito umiti z vodo in milom ter se preobleči. Operemo in očistimo vso uporabljeno zaščitno opremo in opremo za škropljenje.

## Prva pomoč pri zastrupitvi
- Splošni ukrepi: prizadeto osebo umaknemo iz kontaminiranega območja na svež zrak in zagotovimo osnovne življenjske funkcije. Pokličemo zdravnika in mu po možnosti pokažemo etiketo.
- Pri vdihavanju: ravnamo se po splošnih ukrepih
- Pri stiku s kožo: slečemo kontaminirano obleko in obutev, kožo pa temeljito umijemo z vodo in milom
- Stik z očmi: s palcem in kazalcem razpremo očesni veki in oko temeljito speremo s čisto vodo. Posvetujemo se z zdravnikom.
- Pri zaužitju: usta temeljito speremo z vodo in pokličemo zdravnika.

## Priprava sredstva za uporabo
Odmerjeno količino sredstva zmešamo v manjši posodi z vodo, da dobimo poltekočo pasto. To vlijemo v rezervoar škropilnice, napolnjen do polovice s potrebno količino vode. Nato dolijemo vodo, ob stalnem mešanju, do potrebne količine.

## Postopek z ostanki in prazno embalažo
Morebitne ostanke škropilne brozge razredčimo v razmerju 1:10 in jih enakomerno porazdelimo po že tretirani površini.
Popolnoma izpraznjeno in trikrat oprano embalažo lahko odstranimo kot  nenevaren odpadek skladno s Pravilnikom o ravnanju z embalažo in odpadno embalažo.
Z neizpraznjeno in slabo očiščeno embalažo ravnamo kot z nevarnim odpadkom.